# 劉鳴謙
劉鳴謙（1595年—1643年），字康侯，江西南昌府南昌縣人，明末清初政治人物。同進士出身。

## 生平
萬曆四十六年（1618年）戊午科應天鄉試第七十七名舉人，崇禎七年（1634年），联登甲戌科進士，兵部观政，八年授苏州府推官，十一年丁憂，十三年考察，十四年補武昌府炤磨，升池州府推官，十六年卒于任。

## 家族
曾祖劉仕沃，赠光禄大夫中极殿大学士少傅兼太子太傅吏部尚书；祖劉曰材，嘉靖癸丑进士、左布政赠官同前；父劉一煜，萬曆乙未進士、兵部员外。